# とびうお (宇高連絡船)

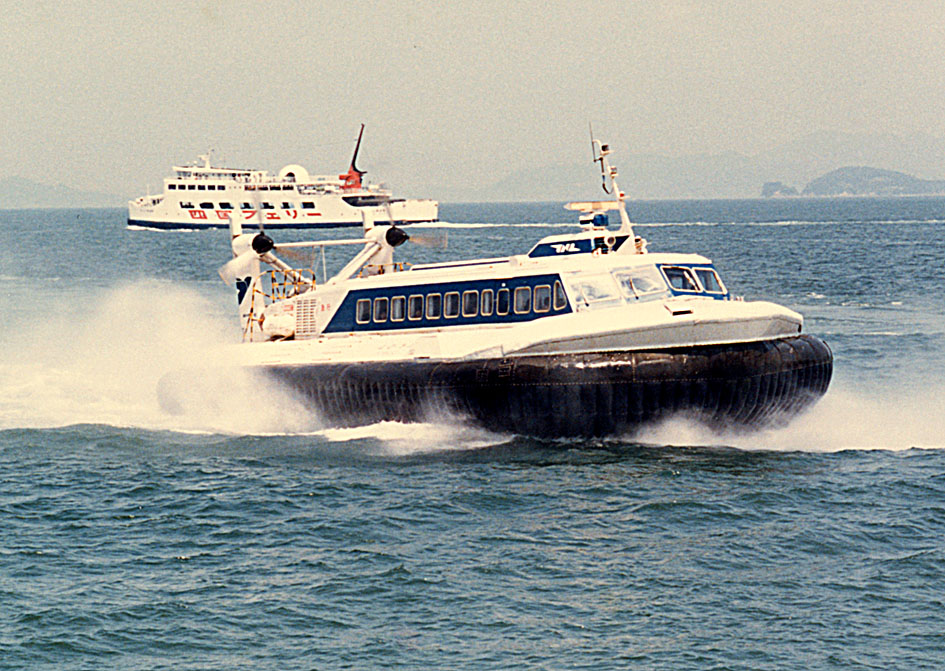
国鉄 宇高連絡船 とびうお

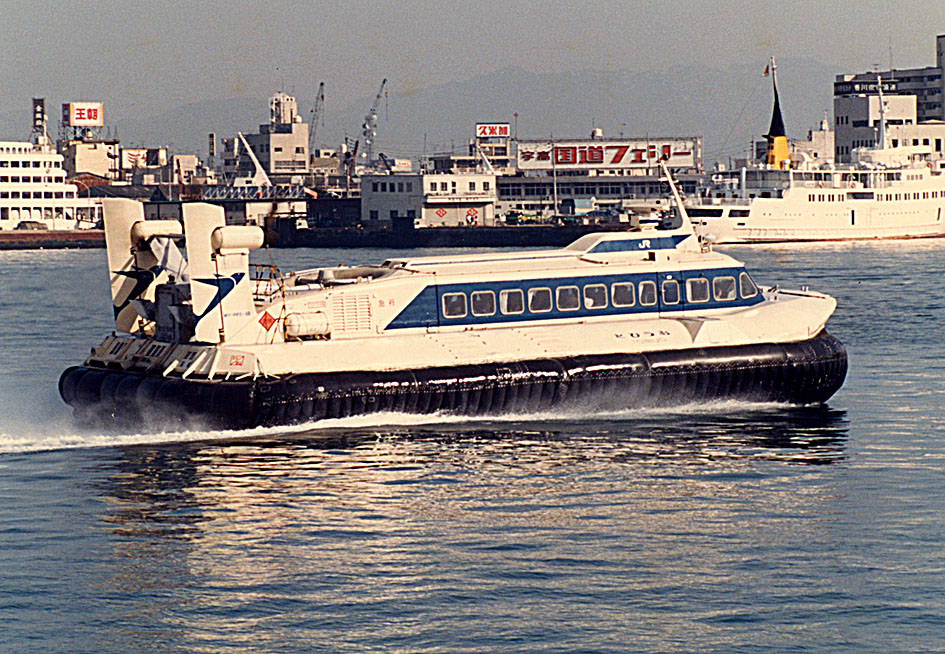
JR四国 宇高連絡船 とびうお

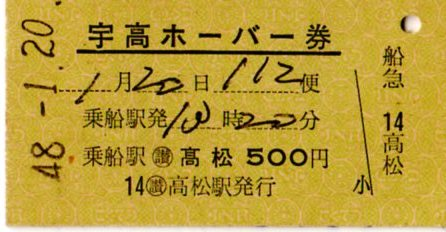
高松駅発行の宇高ホーバー券

とびうおは、かつて日本国有鉄道（国鉄）～四国旅客鉄道（JR四国）が、本州・四国間の旅客向けに宇高航路で運航していたホーバークラフトである。

## 概略
瀬戸大橋が開通する前の時代は、本州の宇野と四国の高松の間の瀬戸内海を結ぶ宇高航路が本四間のメインルートだった。当時、同航路で普通の連絡船が所要1時間かかるところを、ホーバークラフトは僅か23分で結んでいた。
両駅とも当時は海に面していた。宇野では駅ホームの海側先端、高松では駅舎すぐ脇の海際にホーバークラフトのりばがあって、列車からの乗り換えに便利だった。
宇高航路のホーバークラフトは、1972年（昭和47年）11月8日に初代の「かもめ」が就航。三井造船のMV-PP5型艇を当時の国鉄がリースし運航。定員52名だった。
年々利用客が増えて大型化が必要になったため国鉄は三井造船から新たな艇を購入。全長の長いMV-PP5mk2「とびうお」が1980年（昭和55年）4月23日に就航した。
旅客定員は66名。船長と航海士の2名で操縦。時速80キロメートルで海面を飛ぶように走った。
エンジンはヘリコプター用のゼネラル・エレクトリック T58型ターボシャフトエンジンをベースに石川島播磨重工業（現在のIHI）が生産した、ガスタービンエンジンIM100型を搭載していた。
以下の特徴があった。
1. 「海の新幹線」というキャッチフレーズのもと、船体のカラーリングも東海道・山陽新幹線を模していた。
2. 船自体は陸上も走れるが、駅内に乗り場があったため、高潮による冠水を避けて浮桟橋での乗降となっていた。夜間は宇野沖にある三井造船のメンテナンス基地で陸上停泊していた。
3. ホーバーの船体には小さく「急行」と書かれていたが、文字通り乗船には急行料金が必要で、乗客は国鉄・JRの乗車券と共に「船急行券」を購入していた。通称は「ホーバー券」で、乗船便指定、座席は自由席だった。駅内にホーバーの次便の「空席あり／満席」の表示板があって、事前に券を買っていなくても乗り場で専用の列に並ぶと余席分だけ買えた。
4. ホーバーの操縦席には列車運転用の懐中時計（当時はセイコー7550）がセットされていて、到着後の乗り換えに支障がないように厳密な定時運航が図られていた。
5. 到着時は、超高速浮上走行のまま港内に入ってきて、プロペラピッチをリバースにし爆音と共に減速着水。徐行しながら桟橋に接近し、着桟直前に航海士が艇外に出てきて、桟橋から投げられた係船ロープをキャッチし、タラップも取りつける。旅客の乗降中、エンジンはアイドリングで、プロペラを回したままガスタービン特有の甲高い音を出していた。
6. 出航時はタラップを外し、係船ロープを桟橋に投げ戻した後、徐行しながら桟橋を離れ、そのまま海面で水煙を上げながらエアクッションを一気に膨らませて超高速浮上走行に入る。このとき操縦席の窓はワイパーがフル作動していた。
7. ５点チャイムと女声による船内放送が、乗船中・出航後・入港時にあった。８トラテープを使用していたためか、初期の頃は航走中にBGMとして演歌が流されていた。

1986年（昭和61年）7月1日には、岡山・高松間での将来的なホーバー直通運航が検討された。商工会議所の要請で、岡山市内の旭川（京橋付近）と児島半島沖の間で2往復の試験運航を行ったが、コスト上の問題が判明し計画中止となった。
1987年（昭和62年）4月1日、国鉄の分割民営化に伴い、JR四国が運航を引き継いだ。
1988年（昭和63年）4月9日、翌日の瀬戸大橋開通に伴い、JRの快速電車マリンライナーで海を渡れるようになったため、ホーバーは連絡船と共に廃止された。
1988年（昭和63年）6月、JR四国が船体売却のため公開入札を行ったが、売却額で折り合いがつかず、落札されないまま終了。
1989年（平成元年）、建造元の三井造船に買い戻される。
1991年（平成3年）、再利用の目途が立たず、三井造船の玉野事業所で解体。エンジン・座席など一部の船体部品はその後も暫く保管された。

## プロフィール
- 総トン数：22.8トン
- 全長：18.2m
- 全幅：8.6m
- 定員：66名
- 航海速力：52kt（最高速度）
- 船体：アルミニウム合金